# Giao thông Hàn Quốc
Giao thông vận tải ở Hàn Quốc được cung cấp bởi mạng lưới đường sắt, đường cao tốc, tuyến xe buýt, dịch vụ phà và đường hàng không rộng khắp đất nước. Hàn Quốc là quốc gia thứ ba trên thế giới triển khai vận hành tàu đệm từ thương mại.

## Lịch sử
Việc phát triển cơ sở hạ tầng hiện đại bắt đầu bằng Kế hoạch Phát triển 5 năm đầu tiên (1962–1966), bao gồm xây dựng 275 km đường sắt và một số dự án đường xa lộ nhỏ. Việc xây dựng đường cao tốc Gyeongbu, nối hai thành phố lớn là Seoul và Busan, được hoàn thành vào ngày 7 tháng 7 năm 1970.
Thập niên 1970 chứng kiến cam kết đầu tư vào cơ sở hạ tầng ngày càng tăng. Kế hoạch Phát triển 5 năm lần thứ ba (1972–1976) bổ sung thêm việc phát triển các sân bay, cảng biển. Hệ thống tàu điện ngầm được xây dựng ở Seoul, mạng lưới đường xa lộ được mở rộng thêm 487 km và các dự án cảng lớn đã được khởi công ở Pohang, Ulsan, Masan, Incheon và Busan.
Mạng lưới đường sắt đã trải qua những cải tiến trong thập niên 1980 với các dự án điện khí hóa và các dự án đường ray bổ sung. Tốc độ vận hành cũng được tăng lên trên các tuyến chính. Mặc dù đường sắt vẫn hữu ích hơn cho việc vận chuyển hàng hóa, nhưng lưu lượng hành khách cũng đang tăng lên. Có 51.000 km đường bộ vào năm 1988. Mạng lưới đường cao tốc đã được mở rộng để kết nối nhiều thành phố lớn hơn và đạt tổng chiều dài 1.539 km trước khi kết thúc thập kỷ.

## Đường sắt

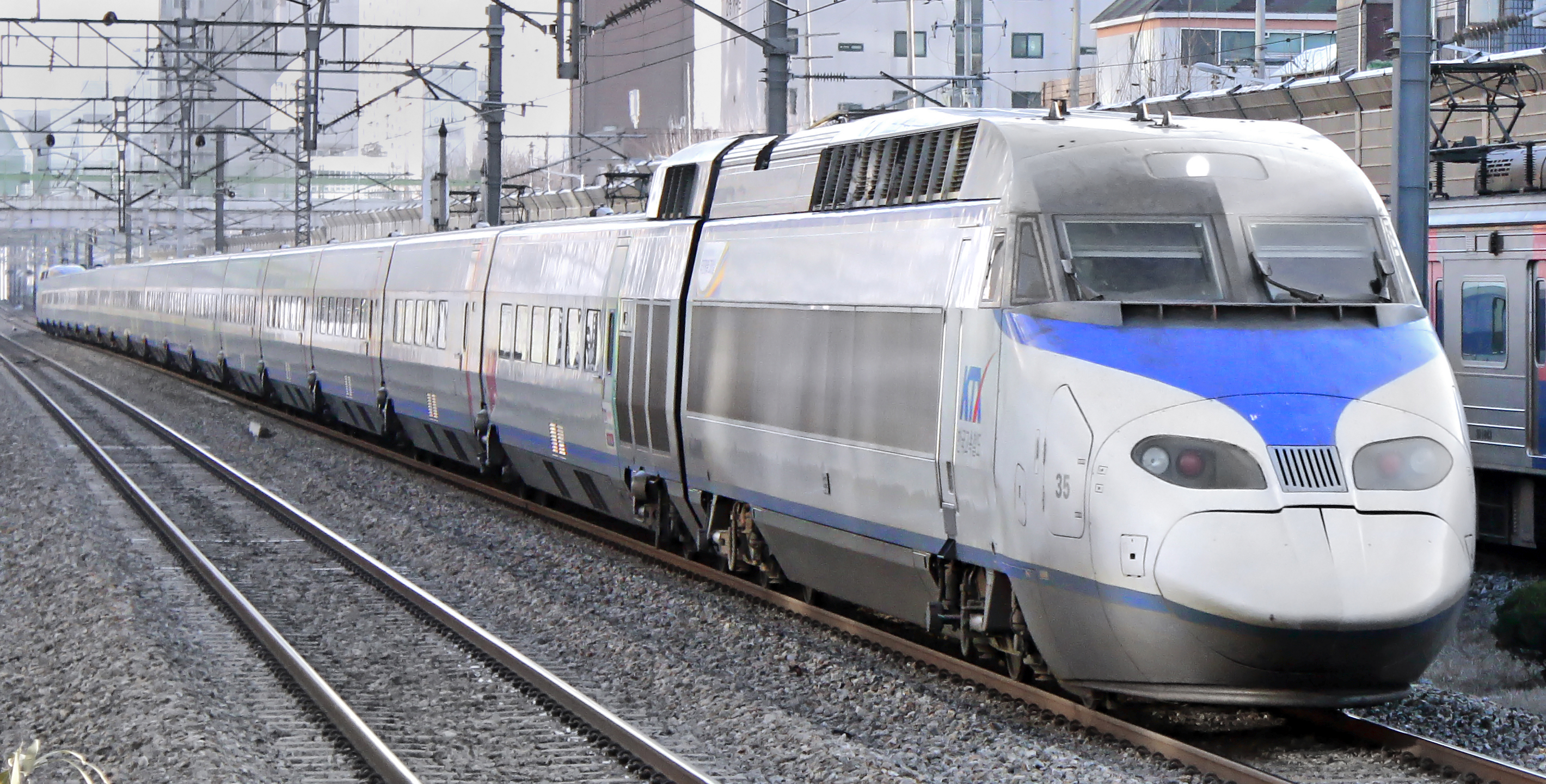
Tàu KTX

Công ty điều hành đường sắt lớn nhất là Korail. Mạng lưới đường sắt được quản lý bởi Korea National Railway.
Tàu tốc hành Hàn Quốc bắt đầu hoạt động vào tháng 4 năm 2004 với tư cách là tuyến tàu tốc độ cao đầu tiên của Hàn Quốc. Các dịch vụ đi liên tỉnh được phục vụ bởi ITX-Saemaeul và Mugunghwa-ho. ITX-Saemaeul thường dừng lại ít hơn Mugunghwa-ho, họ dừng ở tất cả các nhà ga và không có chỗ đặt trước. Trên những tuyến mà tàu KTX hoạt động, việc di chuyển bằng đường hàng không giảm đáng kể do ít hành khách chọn đường bay và các hãng hàng không cung cấp ít chuyến bay hơn.
Dịch vụ Tàu Nuriro chạy giữa tuyến ga Seoul - ga Sinchang và các tuyến khác. Tàu Nuriro phục vụ hành khách xung quanh Khu vực thủ đô Seoul với thời gian di chuyển ngắn hơn Tàu điện ngầm Seoul. Các chuyến tàu nhanh có chi phí và đặt chỗ tương tự như Mugunghwa-ho. Korail có kế hoạch mở rộng khu vực cung cấp dịch vụ.

### Tàu điện ngầm
Sáu thành phố lớn nhất của Hàn Quốc - Seoul, Busan, Daegu, Gwangju, Daejeon và Incheon - đều có hệ thống tàu điện ngầm.
Hệ thống tàu điện ngầm của Seoul là hệ thống lâu đời nhất cả nước, với đoạn ga Seoul - ga Cheongnyangni của Tuyến số 1 được khánh thành vào năm 1974.

## Xe điện mặt đất
Tuyến xe điện mặt đất đầu tiên ở Seoul bắt đầu hoạt động giữa Seodaemun và Cheongnyangni tháng 12 năm 1898. Mạng lưới được mở rộng để bao phủ toàn bộ khu vực trung tâm thành phố (quận Jung-gu và Jongno-gu) cũng như các khu vực lân cận, bao gồm Cheongnyangni ở phía đông, Mapo-gu ở phía tây, và Noryangjin bên kia sông Hán ở phía nam.
Mạng lưới xe điện mặt đất này đạt đến đỉnh cao vào năm 1941, nhưng đã bị loại bỏ để dành cho ô tô và sự phát triển của hệ thống tàu điện ngầm vào năm 1968. Tàu điện ngầm Seoul tuyến 1 và Tuyến 2 lần lượt đi theo các tuyến xe điện mặt đất cũ dọc đường Jongno và đường Eulji.

## Xe buýt

### Dịch vụ khu vực

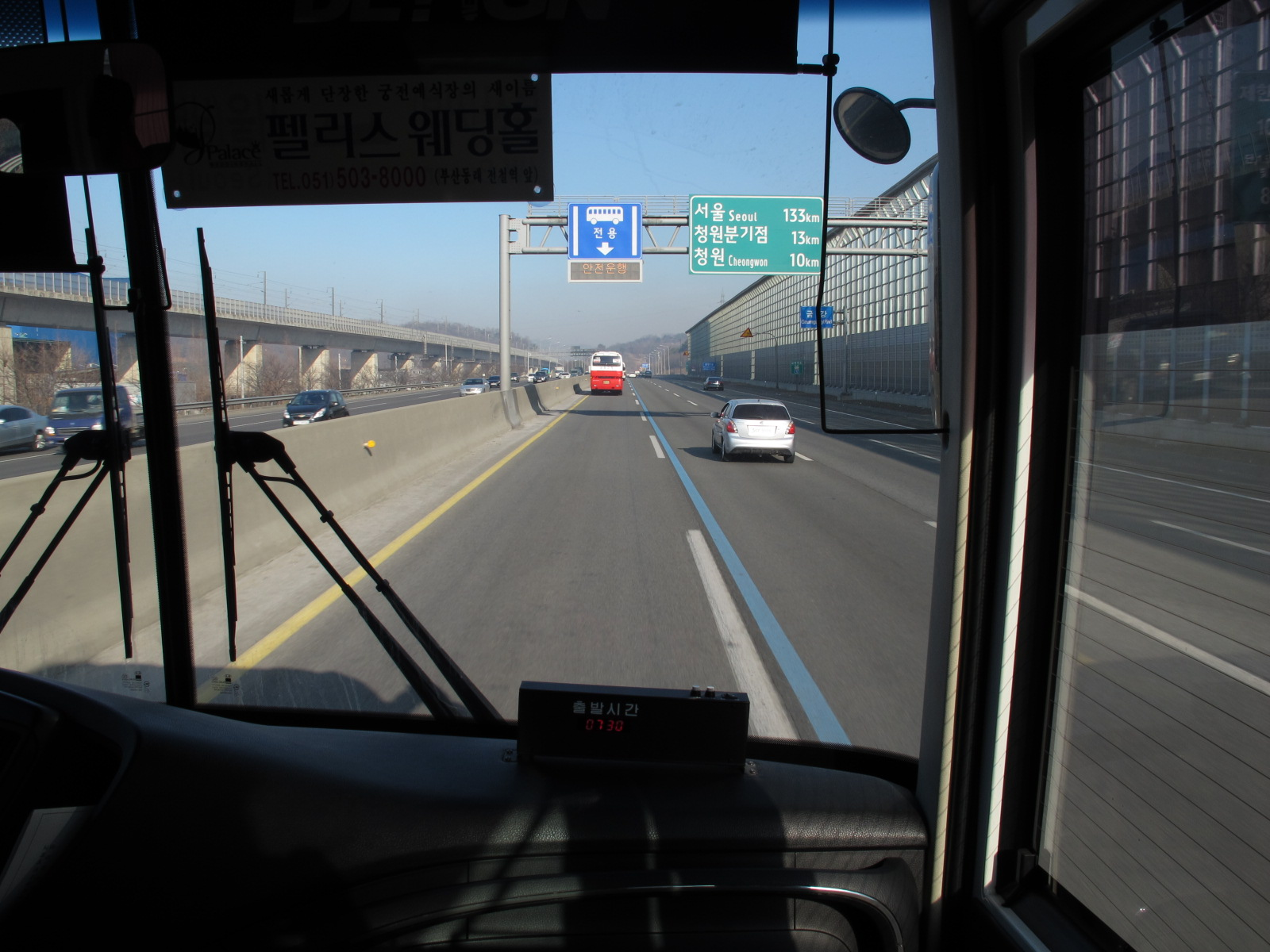
Làn đường dành riêng cho xe buýt trên đường cao tốc Gyeongbu ở Hàn Quốc.

Hầu như tất cả các thị trấn ở Hàn Quốc thuộc mọi quy mô đều được phục vụ bằng dịch vụ xe buýt khu vực. Các tuyến đường trong khu vực được phân loại là xe buýt gosok (고속 버스, xe buýt tốc hành "tốc độ cao") hoặc xe buýt sioe (시외 버스, xe buýt liên tỉnh "ngoại ô"). Xe buýt gosok hoạt động trên quãng đường dài hơn và có ít điểm dừng nhất (nếu có) trên đường. Xe buýt Shioe thường hoạt động trên quãng đường ngắn hơn, hơi chậm hơn và dừng lại nhiều hơn. Có thể đến thành phố khác bằng xe buýt liên tỉnh Lưu trữ ngày 23 tháng 11 năm 2020 tại Wayback Machine. Từ Seoul, điểm đầu của các tuyến này là Bến Xe buýt Tốc hành, có thể đến bến xe này bằng các Tuyến tàu điện ngầm Seoul 3, 7 và 9.

### Dịch vụ địa phương

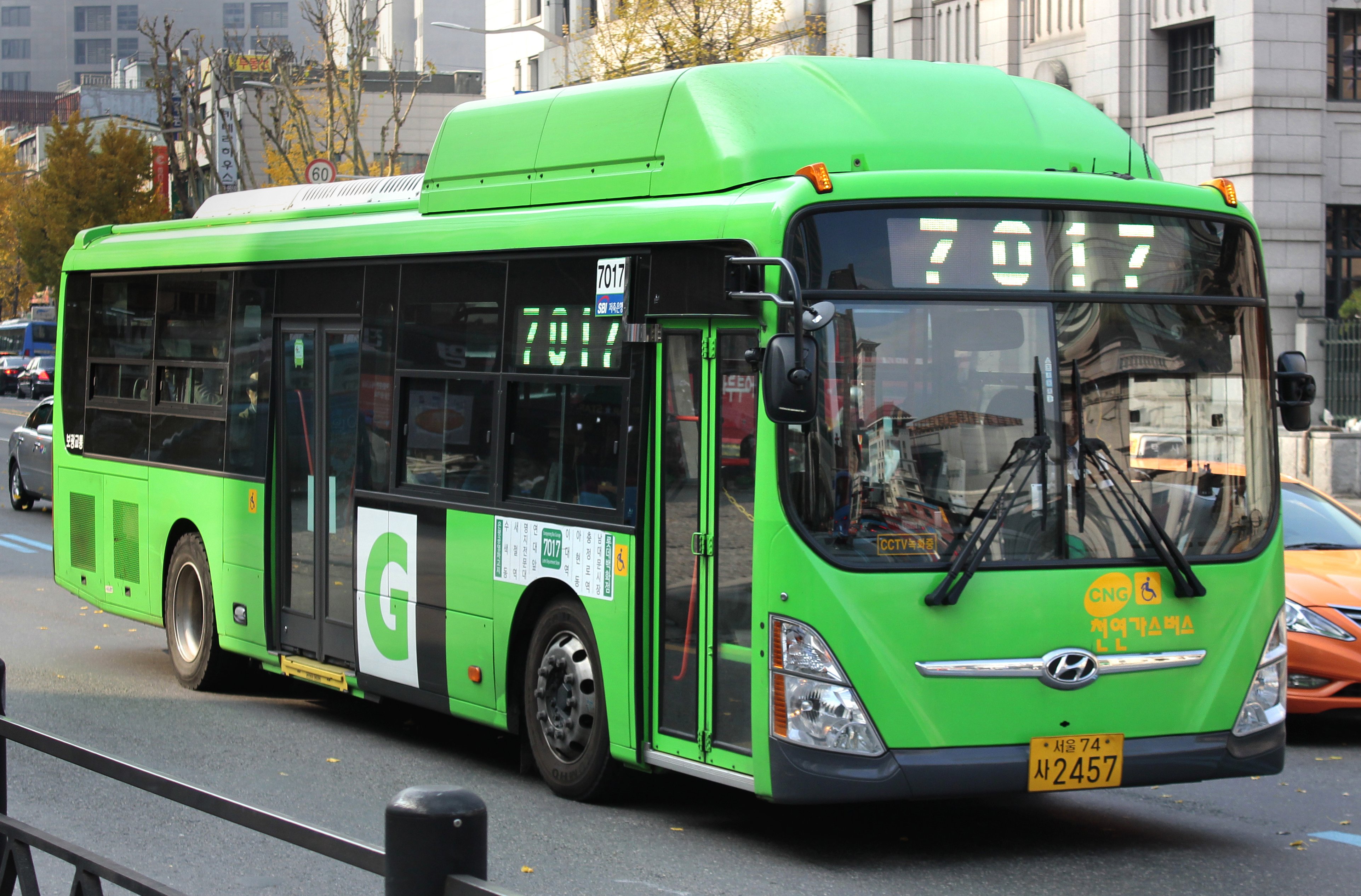
Xe buýt địa phương ở Seoul

Trong các thành phố và thị trấn, có hai loại xe buýt hoạt động chung: jwaseok (좌석, "xe khách"), và dosihyeong (도시형, "loại thành phố") hoặc ipseok (입석, "đứng"). Cả hai loại xe buýt thường phục vụ các tuyến đường giống nhau, có cùng (hoặc ít hơn) điểm dừng và hoạt động với tần suất tương tự, nhưng xe buýt jwaseok đắt hơn và cung cấp chỗ ngồi thoải mái, trong khi xe buýt doshihyeong rẻ hơn và có ngày càng ít chỗ ngồi hơn. Nhiều thành phố và thị trấn nhỏ không có xe buýt jwaseok và xe buýt của họ chính thức được gọi là nongeochon (농어촌, xe buýt "khu vực nông thôn"). Xe buýt địa phương ở Seoul và các thành phố khác hoạt động theo màu sắc: xe buýt màu xanh lam chạy toàn bộ thành phố, xe buýt màu xanh lá có một số điểm dừng gần ga tàu điện ngầm và xe buýt màu đỏ chạy ra khỏi thành phố.
Một số thành phố có hệ thống phân loại xe buýt của riêng thành phố đó.
| Loại xe buýt                                                           | Seoul                                                                       | Busan                                                               | Daegu                                                                                  | Daejeon |
| ---------------------------------------------------------------------- | --------------------------------------------------------------------------- | ------------------------------------------------------------------- | -------------------------------------------------------------------------------------- | --- |
| Jwaseok (좌석)                                                         | Tuyến nhanh: Gwangyeok (광역), đỏ Tuyến chính: Ganseon (간선), xanh dương   | Tuyến nhanh: Geuphaeng (급행) Xe khách: Jwaseok (좌석)              | Tuyến nhanh: Geuphaeng (급행) Xe khách tuyến chính: Ganseon jwaseok (간선좌석)         | Tuyến nhanh: Geuphaeng (급행), đỏ Tuyến chính: Ganseon (간선), xanh dương                                              |
| Doshihyeong (도시형 còn được gọi là kiểu/loại thành phố)/Ipseok (입석) | Tuyến chính: Ganseon (간선), xanh dương Tuyến nhánh: Jiseon (지선), xanh lá | Tuyến chính thông thường: Ilban (일반)                              | Tuyến vòng tròn: Sunhwan (순환) Tuyến chính: Ganseon (간선) Tuyến nhánh: Jiseon (간선) | Tuyến chính: Ganseon (간선), xanh dương Tuyến nhánh: Jiseon, xanh lá                                                   |
| Thôn làng                                                              | Tuyến nhánh: Jiseon (지선), xanh lá Tuyến vòng tròn: Sunhwan (순환), vàng   | Tuyến thôn làng: Maeul (마을버스 còn được gọi là xe buýt thôn làng) |                                                                                        | Tuyến nhánh: Jiseon (지선), xanh lá Tuyến chỉ chạy ở ngoại ô: Oegwak (외곽), xanh lá Tuyến thôn làng: Maeul (마을버스) |

### Dịch vụ khác

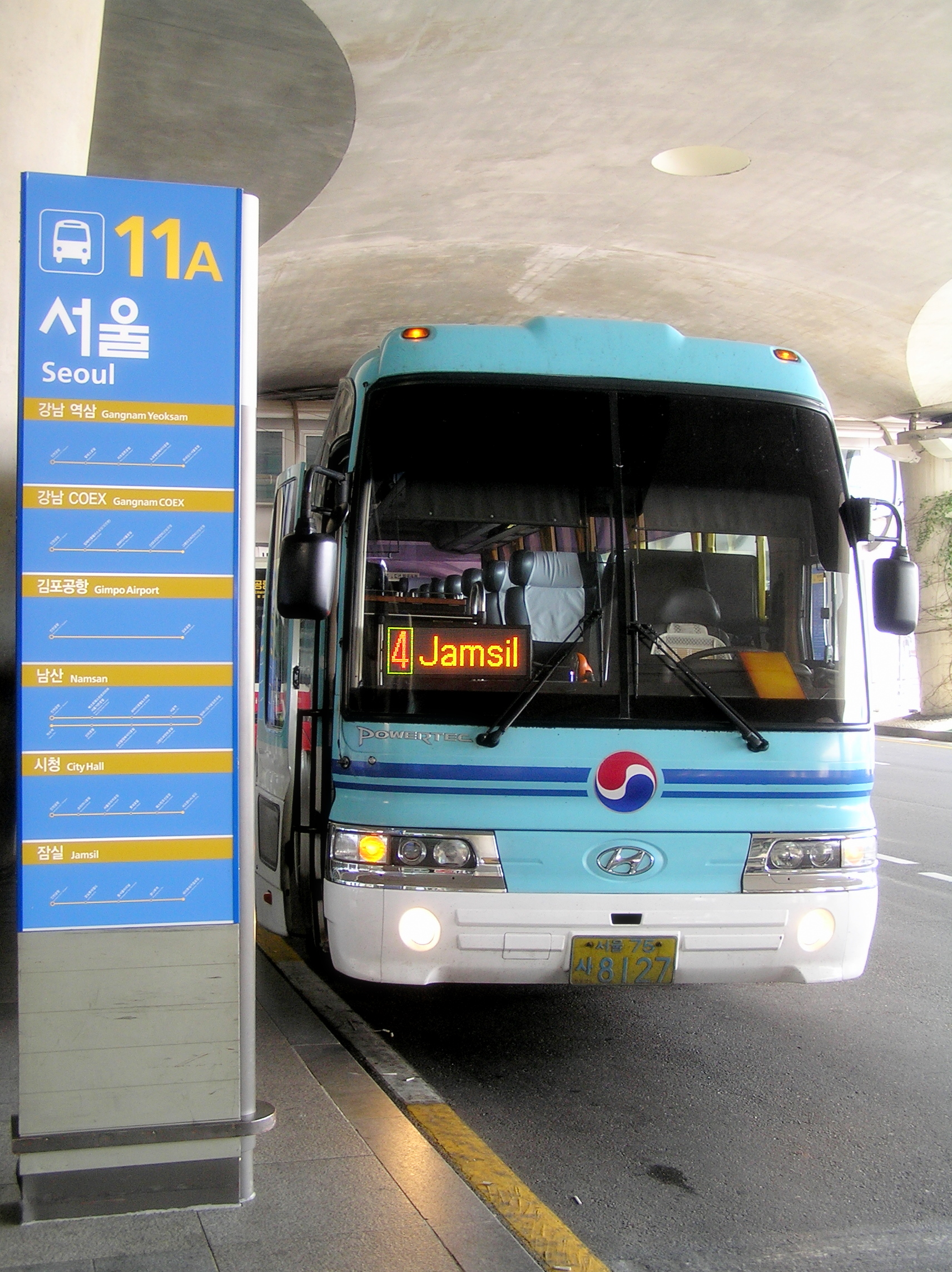
Xe buýt limousine đang khởi hành từ bến xe buýt Sân bay Quốc tế Incheon

Sân bay Quốc tế Incheon được phục vụ bởi một mạng lưới xe buýt tốc độ cao rộng khắp từ mọi miền đất nước.
Bắt đầu từ cuối thập niên 1990, nhiều cửa hàng bách hóa đã vận hành mạng lưới xe buýt miễn phí nhỏ của riêng họ phục vụ khách mua sắm, nhưng quy định của chính phủ được xác nhận bởi quyết định của tòa án ngày 28 tháng 6 năm 2001 đã cấm các cửa hàng bách hóa hoạt động xe buýt. Tuy nhiên, hầu hết các nhà thờ, trung tâm giữ trẻ và trường học tư nhân đều gửi xe buýt đi khắp nơi để đưa đón hội chúng, bệnh nhân hoặc học sinh của họ.

## Đường bộ

Đường cao tốc trên khắp Hàn Quốc

Đường xa lộ ở Hàn Quốc được phân loại là đường cao tốc (đường cao tốc/đường ô tô), quốc lộ và nhiều loại khác nhau dưới cấp quốc gia. Hầu hết tất cả các đường cao tốc đều là đường xa lộ có thu phí, nhiều đường cao tốc được xây dựng, bảo trì và vận hành bởi Tổng công ty Đường cao tốc Hàn Quốc (KEC).
Mạng lưới đường cao tốc phục vụ hầu hết các khu vực của Hàn Quốc. Phí được thu bằng hệ thống thu phí điện tử. KEC cũng khai thác các trạm dừng nghỉ (cơ sở ăn uống và dịch vụ) trên đường đi.
Ngoài ra còn có một số đường thu phí do tư nhân tài trợ. Đường cao tốc Nonsan-Cheonan, Đường cao tốc Daegu-Busan, Đường cao tốc Sân bay Quốc tế Incheon, Đường cao tốc Seoul-Chuncheon và những phần của Đường cao tốc Vành đai Seoul hoàn toàn do tư nhân tài trợ và nhượng quyền đầu tư BOT. Đường cao tốc Donghae được xây dựng với sự hợp tác giữa KEC và Dịch vụ Hưu trí Quốc gia.

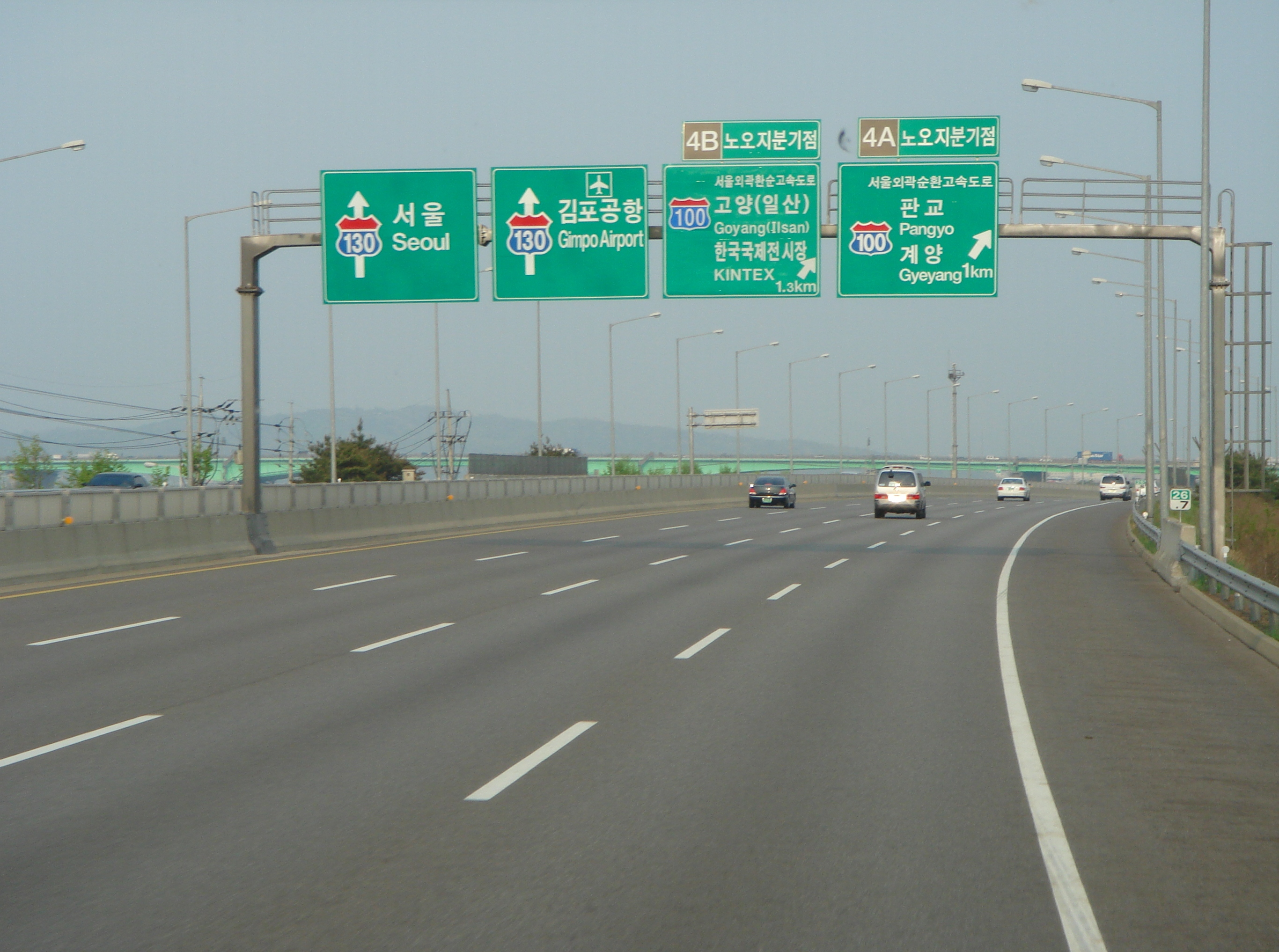
Đến Seoul từ sân bay Quốc tế Incheon

Tổng chiều dài mạng lưới đường bộ của Hàn Quốc là 86.989 km vào năm 1998. Trong đó, 1.996 km là đường cao tốc và 12.447 km đường quốc lộ. Đến năm 2009, tổng chiều dài của các tuyến đường cao tốc đã đạt khoảng 3.000 km, gần như bằng toàn bộ diện tích của Hàn Quốc.
| Tổng cộng (năm 2014) | Đường cao tốc | Đường quốc lộ | Đường đã lót nền | Đường chưa lót nền |
| -------------------- | ------------- | ------------- | ---------------- | ------------------ |
| 105,672 km           | 4,138 km      | 13,708 km     | 89,701 km        | 8,218 km           |

## Đường thủy
Gần như tách biệt khỏi lục địa châu Á, Hàn Quốc là một quốc gia đi biển, với một trong những ngành công nghiệp đóng tàu lớn nhất thế giới và hệ thống dịch vụ phà rộng khắp. Hàn Quốc điều hành những đội tàu buôn lớn nhất phục vụ Trung Quốc, Nhật Bản, Trung Đông. Nhiều nhà khai thác đội tàu là các tập đoàn lớn, trong khi nhà khai thác phà là các nhà khai thác nhỏ, tư nhân.
Hàn Quốc có 1.609 km đường thủy được điều hướng, mặc dù việc sử dụng các tuyến đường thủy này bị hạn chế đối với các phương tiện nhỏ.

### Phà

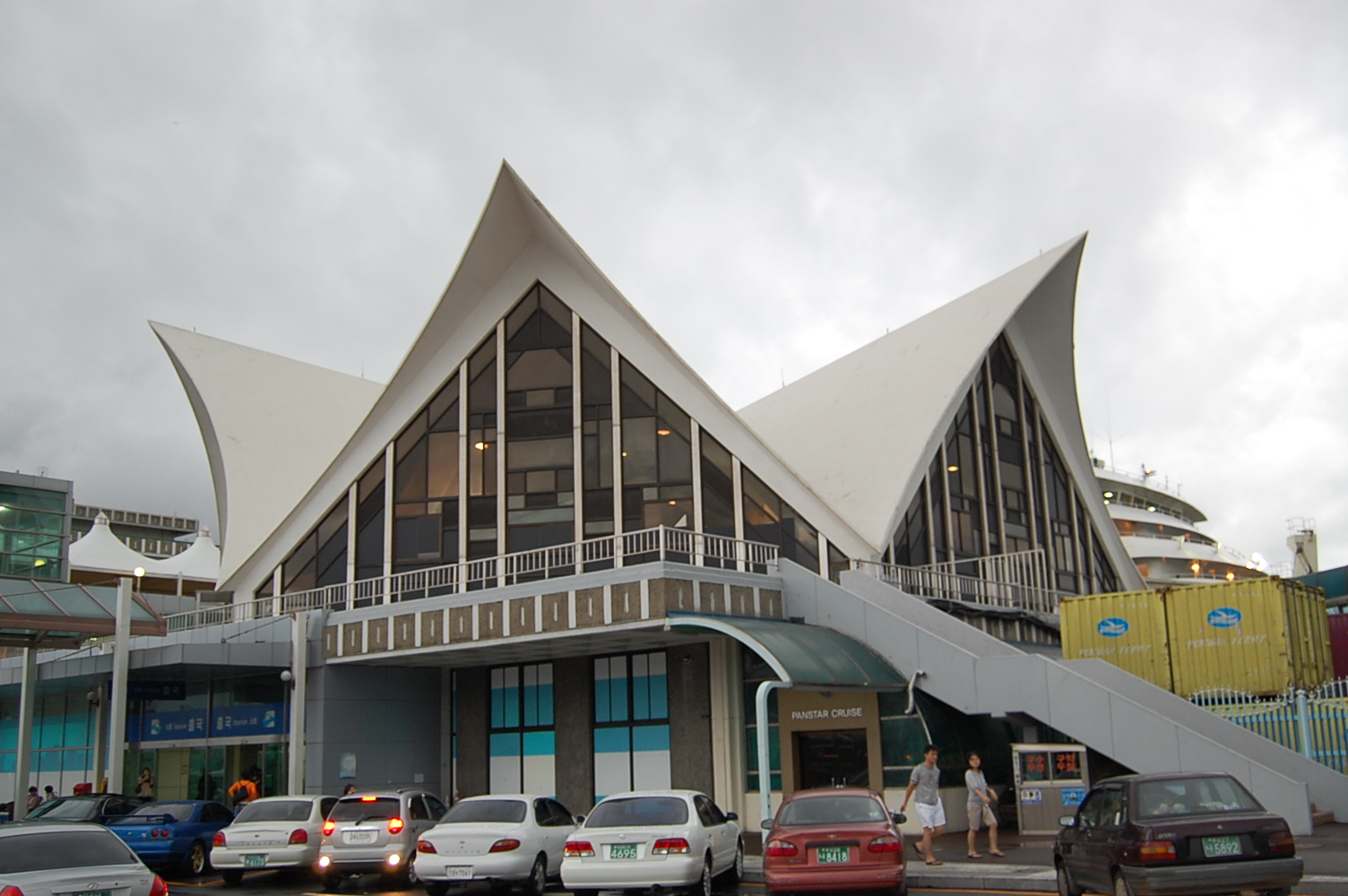
Bến phà Quốc tế Busan

Bờ biển phía nam và phía tây của đất nước với nhiều hòn đảo nhỏ nằm rải rác được phục vụ bởi các chuyến phà. Ngoài ra, đảo Jeju và Ulleung ngoài khơi lớn hơn cũng được phục vụ bằng phà. Các trung tâm chính cho dịch vụ phà gồm Incheon, Mokpo, Pohang và Busan, cũng như Trung Quốc và Nhật Bản.

### Bến tàu và bến cảng
Những thành phố có cảng lớn: Jinhae, Incheon, Gunsan, Masan, Mokpo, Pohang, Busan (Cảng Busan), Donghae, Ulsan, Yeosu, Jeju.

### Hàng hải thương mại
Năm 1999, có tổng số 461 tàu hàng (1.000 GT trở lên) với tổng trọng lượng 5.093.620 GT/8.100.634 tấn trọng tải toàn phần (DWT). Chúng được chia theo loại như sau:
- tàu trọng tải lớn: 98
- tàu hàng: 149
- tàu chở hóa chất: 39
- tàu tải trọng kết hợp: 4
- tàu container: 53
- tàu chở khí hóa lỏng: 13
- tàu trọng tải lớn đa chức năng: 1
- tàu chở khách: 3
- tàu chở xăng dầu: 61
- tàu hàng đông lạnh: 26
- tàu roll-on/roll-off: 4
- tàu chở dầu chuyên dụng: 4
- tàu chở phương tiện: 6

## Đường hàng không

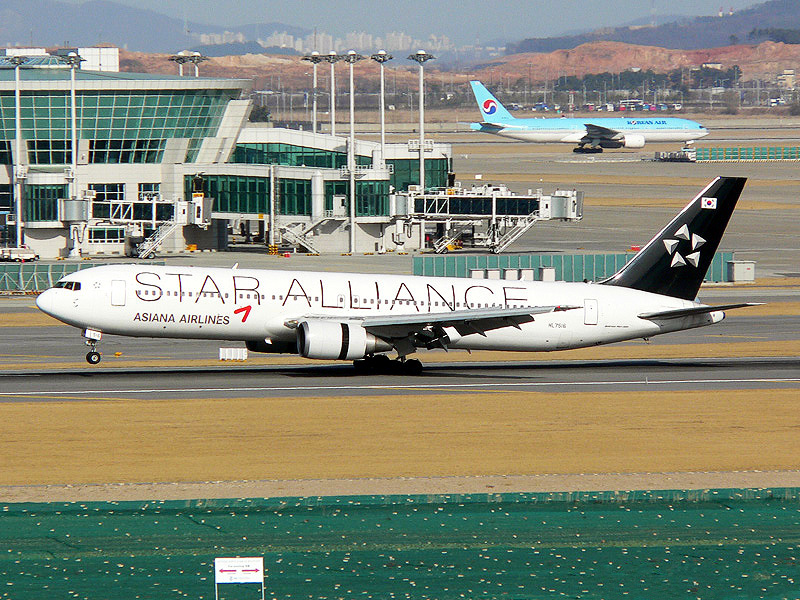
Máy bay Boeing 767-300 của hãng hàng không Asiana Airlines, Hàn Quốc "Star Alliance" là logo.

Korean Air được chính phủ thành lập vào năm 1962 để thay thế Korean National Airlines và thuộc sở hữu tư nhân từ năm 1969. Đây là hãng hàng không duy nhất của Hàn Quốc cho đến năm 1988. Năm 2008, Korean Air đã phục vụ 2,164 triệu hành khách, trong đó có 1,249 triệu hành khách quốc tế.
Hãng hàng không thứ hai là Asiana Airlines, được thành lập vào năm 1988 và ban đầu phục vụ Seoul, Jeju, Busan ở trong nước và Băng Cốc, Singapore, Nhật Bản, Los Angeles quốc tế. Đến năm 2006, Asiana đã phục vụ 12 thành phố trong nước, 66 thành phố ở 20 quốc gia nước ngoài về giao thông thương mại và 24 thành phố ở 17 quốc gia về giao thông hàng hóa.
Tổng hợp lại, các hãng hàng không Hàn Quốc hiện đang phục vụ 297 đường bay quốc tế. Các hãng hàng không nhỏ hơn như Air Busan, Jin Air, Eastar Jet, Jeju Air phục vụ nội địa và tuyến Nhật Bản/Đông Nam Á với giá vé thấp hơn.
Hàn Quốc là quốc gia có hành lang hàng không chở khách bận rộn nhất tính theo lượng hành khách mỗi năm. Hơn mười triệu người đã đi lại giữa Sân bay Gimpo ở Seoul và Jeju chỉ trong năm 2015. Khi sự cạnh tranh gay gắt và giá cả phải chăng, xu hướng ngày càng hướng tới việc di chuyển bằng đường hàng không nhiều hơn trên đường bay này. Tương tự, việc di chuyển bằng đường hàng không cũng đang phát triển giữa Jeju và các sân bay khác trong đất liền. Đã có các cuộc thảo luận về một Đường hầm dưới biển Jeju sẽ khiến nhiều chuyến bay nội địa trở nên dư thừa.
Cùng với các tuyến đường khác, đường hàng không cạnh tranh với dịch vụ đường sắt cao tốc KTX và đã giảm trong thập niên 2000 và thập niên 2010.

### Sân bay
Việc xây dựng sân bay lớn nhất Hàn Quốc là Sân bay Quốc tế Incheon, được hoàn thành vào năm 2001 để kịp cho Giải vô địch bóng đá thế giới FIFA World Cup 2002. Đến năm 2007, sân bay này phục vụ 30 triệu lượt khách mỗi năm, và đã được bình chọn là "Sân bay Tốt nhất Toàn cầu" trong bốn năm liên tiếp kể từ năm 2005 bởi Hội đồng Sân bay Quốc tế.
Seoul cũng được phục vụ bởi Sân bay Quốc tế Gimpo (trước đây là Sân bay Quốc tế Kimpo). Các tuyến quốc tế chủ yếu sử dụng sân bay Incheon, trong khi các tuyến nội địa chủ yếu sử dụng sân bay Gimpo. Các sân bay chính khác là sân bay Quốc tế Gimhae ở Busan và sân bay Quốc tế Jeju ở thành phố Jeju.
Có 103 sân bay ở Hàn Quốc (số liệu ước tính năm 1999) và chúng có thể được phân loại như sau:
Sân bay có đường băng đã lót nền:
tổng cộng: 67 sân bay
chiều dài đường băng trên 3.047 m: 1 sân bay
chiều dài đường băng từ 2.438 m đến 3.047 m: 18 sân bay
chiều dài đường băng từ 1.524 m đến 2.437 m: 15 sân bay
chiều dài đường băng từ 914 m đến 1.523 m: 13 sân bay
chiều dài đường băng dưới 914 m: 20 sân bay (số liệu ước tính năm 1999)
Sân bay có đường băng chưa lót nền:
tổng cộng: 36 sân bay
chiều dài đường băng trên 3.047 m: 1 sân bay
chiều dài đường băng từ 914 m đến 1.523 m: 3 sân bay
chiều dài đường băng dưới 914 m: 32 sân bay (số liệu ước tính năm 1999)
Sân bay trực thăng: 203 sân bay (số liệu ước tính năm 1999)

## Đường ống
- Đường ống Bắc-Nam Triều Tiên
- Đường ống xuyên Hàn Quốc

Những đường ống này dùng để truyền dẫn các sản phẩm dầu mỏ. Ngoài ra, có một đường ống song song dẫn nhiên liệu, dầu và dầu nhờn (POL) đang được hoàn thành.